# شريف صبري
شريف صبري مخرج مصري شهير في مجال الإعلانات والسينما والأغاني المصورة «فيديو كليب». له العديد من الأعمال التي أخرجها سواء كليبات لمغنين معروفين أو أفلام.
بجانب موهبته في مجال الإخراج، فقد حصل على شهادة الدكتوراة في مجال الهندسة المدنية من كينغز كوليج في بريطانيا، كما قام بالتدريس في إحدى جامعات كندا.
عرف عن شريف صبري اكتشافه لروبي المطربة المصرية العام 2003، وإخراجه لمعظم أغانيها المصورة، كما أخرج كليبات لعمرو دياب، راغب علامة، شيرين وجدي وآخرين.